# 泰國廣播電台國際台
泰国广播电台國際台（英語：Radio Thailand World Service）是泰国广播电台的其中一個分支頻道，主要面向国际播出。在1938年10月20日开播。播出节目的语言有英语、缅甸语、柬埔寨语、华语、德语、老挝语、马来语、泰语、日语和越南语。

## 发射台
泰国广播电台国际台使用位于泰国东北的乌隆府的IBB发射台进行广播，单机发射功率250千瓦，在中国大部分地区都能接收到泰国广播电台国际台的节目。

## 华语广播播出时间
- 20:30-20:45（UTC+8）：9385khz（2024年3月31日起）